# Liberální internacionalismus
Liberální internacionalismus je politický směr, jež se snaží o co nejhlubší vzájemnou spolupráci mezi jednotlivými státy světa. Toho se snaží dosáhnout především co největší mírou vzájemné spolupráce prostřednictvím mezinárodních organizací jako např. OSN.
Mezi další znaky liberálního internacionalismu patří podpora lidských práv, zahraniční pomoc ostatním státům, tvorba a vysílání mírových misí nebo asistence při demokratizaci jiných států. Nedílnou součástí nauky jsou ale také ekonomické otázky, typické je odstraňování obchodních bariér nebo deregulace trhu, tedy opatření přispívající k volnému obchodu. Typickými uskupeními usilujícími o splnění těchto cílů jsou Světová obchodní organizace nebo Světová banka.

## Vznik
Podle některých teorií došlo k vytvoření liberálního internacionalismu jako myšlenkového směru až v období průmyslové revoluce. Podle jiných názorů však tento postoj k uspořádání světa existoval již dříve, avšak v důsledku průmyslových změn, vyžadujících mnohem větší vzájemnou obchodní závislost, prošla tato teorie zásadní proměnou. Ta byla potřeba také proto, že liberální Internacionalismus potřeboval k ochraně svých hodnot a cílů nové metody, potažmo vládní politiky.

## Kritika
Zejména v průběhu 20. století se objevilo několik kritiků liberálního internacionalismu, kteří mu vyčítají zejména jeho naivitu k použití moci jednotlivých států. Ta má totiž být podle teorie liberálního internacionalismu omezována, ale jen do takové míry, aby dokázala zachovat mír ve světě a svobodu doma.
To ale bylo zejména v období Studené války jen stěží dosažitelné, a to vzhledem k moci tehdejšího Sovětského svazu, ale také globálního jihu, tedy států jako Jižní Korea, Severní Korea nebo Čína. Tyto a další státy představovaly pro myšlenku liberálního internacionalismu hrozbu, jelikož odmítaly hierarchické postavení nebo nerovnost postavení, jež liberální internacionalismus z podstaty prosazoval. 
Jiní kritici poukazují na použití některých metod národy, jež totožné praktiky u ostatních států ostře odmítaly. Typickým příkladem je podvratná činnost během revolučních válek ve 40.-90. letech 20. století, např. během války ve Vietnamu.

## Liberální internacionalismus v dnešním světě
Největšími vyzyvateli myšlenky liberálního internacionalismu v dnešním světě jsou především Rusko a Čína. V širším slova smyslu však lze také hovořit také o populistických politických stranách napříč politickým spektrem v západních demokraciích, jež jsou jinak běžně označovány za liberálně internacionalistické. Je tomu tak proto, že tyto strany často rozporují myšlenku ekonomické a politické globalizace a namísto toho se snaží o co největší samostatnost a soběstačnost národů. Tím se snaží obnovit myšlenku, proti níž liberální internacionalismus vystupuje především.
Do politiky liberálního internacionalismu však po přelomu milénia vstupují také některé zájmové skupiny běžně fungující v západních státech. Typickým příkladem budiž feministické hnutí. To bylo aktivní mj. po vniknutí USA do Afghánistánu v říjnu 2001. Administrativa George W. Bushe se v této době snažila omezit nelegální přeshraniční obchod s lidmi.  To probudilo dlouhodobý rozpor liberálů a feministů o to, jakou roli by v této otázce měla hrát prostituce.
Zatímco radikální feministky prohlašovaly, že prostituce neznamená volbu, ale formu ekonomického či fyzického nátlaku, jiné feministky odporovaly tvrzením, že ženy by měly mít právo rozhodnout, zda a jakým způsobem budou komodifikovat své tělo za účelem prostituce / sexuální práce. Liberálové inklinovali spíše k tvrzení, že ženy by měly mít jistou míru autonomie při rozhodování, k jakým účelům budou nabízet své tělo.
Bushova administrativa se nakonec rozhodla proti prostituci zakročit, když doporučila neposkytovat finance zahraničním nevládním organizacím podporující legální a regulovanou prostituci. Jinak ale v době invaze do Afghánistánu jasně podporovala osvobození afghánských žen, znovunabytí jejich práv a především nutnost jejich zapojení do společenského rozhodování.

## Příklady států uznávajících liberální internacionalismus
Ve 20. století byly hlavním podporovatelem této myšlenky Spojené státy americké. Největšího rozvoje doznala v USA tato myšlenka ve 2. polovině 20. století, kdy byl v úřadu prezident Woodrow Wilson. Mezi další státníky, jež se zasloužili o rozvoj liberálního internacionalismu, ale patří i Barack Obama, Hillary Clinton nebo britský premiér Tony Blair.
Ve 21. století je doktrína spjata především se státy severu Evropy, zejména Dánska, Norska nebo Švédska, ale i Nizozemí. Z mimoevropských států je patřičné zmínit především Kanadu, jejíž zahraniční politika v současné době naplňuje mnohé myšlenky liberálního internacionalismu.